# Rivethead
O Rivethead - conhecido como "tronco" no Brasil - é um fã de Música industrial. A tradução literal da palavra é "cabeça de rebite".

## A Origem do Termo
Quem foi o primeiro usar o termo Rivethead? Há um consenso no rec.music.industrial que foi Chase, fundador da Re-Constriction Records, uma subdivisão da Cargo Music especializada em Música industrial. No começo nos anos 1990 Chase lançou Rivet Head Culture, uma coletânea reunindo vários grupos underground da cena Industrial americana. Essa é supostamente a primeira vez que se usou oficialmente a palavra "rivethead" com a contracultura Industrial. O problema dessa afirmação é que no mesmo ano que Rivet Head Culture a dupla Chemlab - por sinal, amigos do Chase - lança Burn Out at the Hydrogen Bar (1993). E esse disco tinha uma faixa intitulada "Rivethead".
Quando perguntado sobre a origem de "Rivethead" o vocalista do Chemlab (Jared Louche) se limitando a dizer que não sabe bem da onde surgiu, mas não deixa de dizer que há anos já estava com esse título na cabeça. De sua parte Chase admite que não inventou a palavra, mas confirma que foi ele que a popularizou. As origens reais do termo, dentro do Rock, talvez estejam na banda Iron Maiden - seus fãs já no começo dos anos 1980 eram chamados de "rivetheads". Fora do universo pop, o termo já era usado como uma gíria, um apelido para operários americanos dos anos 1940. O termo ganhou popularidade nos EUA com a publicação de Rivethead: Tales From the Assembly Line (1990), de Ben Hamper.

## A Cultura Rivethead

### Subcultura vs. Contracultura
Antes mais nada, é preciso é esclarecer que em torno da Música industrial não há uma subcultura, e sim uma contracultura. Um dos primeiros ideólogos do movimento, Graeme Revell (ex-SPK), refere-se à Música industrial assim. Veremos o por quê agora.
Apesar de admitir que "…a distinção entre subcultura e contracultura pode ser sutil, e passível de discussão", Ken Goffman - vulgo R.U. Sirius, ex-editor da revista cyberpunk Mondo 2000 - afirma que "as subculturas normalmente são definidas por um tipo de conformismo alternativo ou minoritário". Um exemplo perfeito disso são os Indies, que canalizam seu vanguardismo e "rebeldia" única e exclusivamente para fins musicais, de resto não sendo nada contestadores. Não é o caso da Música industrial, onde há uma contestação frontal a todos os valores vigentes da sociedade Ocidental.
Do lado mais acadêmico da discussão, a historiadora Luisa Passerini lembra porque a aplicação do termo "subcultura" foi bem-sucedido nas ciências humanas: além não parecer "implicar um juízo demasiado duro" ele "sublinhava as características de subordinação e diferença".

### História
Apesar da "cultura" Industrial existir desde o final dos anos 1970 (graças a grupos como Throbbing Gristle, SPK e Cabaret Voltaire), foi só no começo dos anos 1990 que o Rivethead se organizou, de fato, como uma tribo urbana. Ou seja: finalmente apresentou um conjunto mais ou menos coerente de vestimentas, preferências músicais, linguajar (gírias) e ideologias próprias.
No seu livro sobre o Nine Inch Nails, o jornalista inglês Tommy Udo descreve uma das primeiras aparições de Rivetheads na imprensa musical. Ele os avistou num show do Guns N' Roses no estádio de Wembley em Londres, em Agosto de 1991. A razão deles estarem por lá era a banda de abertura: o Nine Inch Nails (naquela época ainda divulgando o Pretty Hate Machine). É assim que Udo descreve esses "pós-góticos":
"A maioria eram homens ou casais (…). Tinham a cabeça raspada e vestiam sobretudos de couro; um tinha até uma máscara de gás e uma roupa de proteção radioativa da OTAN, com o logotipo do NIN pichado nas costas".

### Características Gerais
Nas suas várias definições, disponíveis no site Urban Dictionary, se destacam:
- "Ouvintes de Música industrial. Caracterizados por Ideação Futurista, Afeto Distópico, Elitismo e vestuário Militar".

### Críticas
Muitos dos fãs de Música Industrial "Oldschool" e Power Electronics acham que a cena Industrial/Noise não deve ser associada à grupos juvenis ou "tribos urbanas", tal associação seria danosa à contracultura industrial - qual não necessitaria de "representantes", assim como de elementos de declínio - como ocorrera em relação a outros movimentos contraculturais como fora o Hippie,Beatnik e Punk.
Genesis P-Orridge, membro fundador do Throbbing Gristle, descreve os Rivetheads de um jeito mais sarcástico:
"A maioria são homens que calçam botas da Doctor Marten’s e vestem casacos negros de couro, calças militares e pintam o cabelo de preto ou cortam-no ao estilo skinhead. Eles têm um coleção de livros sobre assassinatos e crimes sexuais. Eles gravam sua música - que é basicamente microfonia - em fitas K7. E reclamam do Throbbing Gristle ter acabado".
Rivethead ultimamente tem ganhando uma reputação extremamente negativa pelos fãs das vertentes mais extremas da música Industrial devido à crença que tais indivíduos seriam responsáveis pela desastrosa situação que o termo Música Industrial adquiriu nas últimas décadas, uma situação de extrema regressão conceitual, onde o protesto, o experimentalismo e a agressividade típica do industrial fora reciclada e embalada como um produto qualquer, perdendo todas as características básicas que o definiam como estilo (sendo assim um processo de regressão, onde o experimentalismo e o espírito de evolução artística fora trocada por uma manifestação extremamente pobre e superficial).
Porém tal crítica não se refere somente aós rivetheads, mas também a todas as cenas e tribos urbanas que possam manter alguma relação com o "Industrial".

## Estética
Há quem diga que um típico fã de Música industrial não escolhe ter uma vestimenta específica. Isso é uma excelente estratégia para evitar os estereótipos que praticamente acabaram com os Punks e os Hippies.
Há outros, no entanto, que defendem que sim, existe um código visual para os Rivetheads. Os detalhes dessa vestimenta padrão serão discutidos no tópicos abaixo.

### A Cor Negra
É óbvio, mas é preciso dizer isso: os Rivetheads não são a única tribo urbana preferem usar preto. Entre as outras tribos que partilham sua preferência pela vestuário de cor negra estão os Góticos, os Headbangers e alguns Punks mais radicais.

### Militarismo
Convencidos por Monte Cazzazza, o Throbbing Gristle foi o primeiro grupo a estabelecer roupa de camuflagem como estética contracultural. Os Punks já tinham flertado com o visual militarista (botas de combate, p. ex.), mas nada no mesmo nível que o Throbbing Gristle.
A estética militar foi levada a outros novas alturas pelo Front 242, que eram inspirados - paradoxalmente - tanto pelo Futurismo Italiano quanto o Construtivismo Russo. E por quê "paradoxalmente"? De um lado temos o Futurismo, com seu elogio à guerra, à tecnologia e seu flerte com o Fascismo Italiano. De outro temos a arte despojada do Construtivismo Russo, a serviço da cúpula Soviética. É a velha tática da ambiguidade sendo posta em prática.
O visual militar passa um misto de disciplina, poder e agressão. Além disso, é uma declaração implícita de ser capaz de encarar a "realidade" de frente. O uso de fardas por parte dos Rivetheads é também uma sacada irônica, já que a contracultura Industrial é em grande parte antimilitarista.
O Chachol (ou chochol, ou khokhol) é um corte de cabelo Eslavo típico dos Cossacos, guerreiros Ucranianos que emigraram para a Rússia no século XVIII. Os Cossacos fizeram parte do exército Soviético, e foi talvez daí que alguns
"Industrialistas" o adotaram. Esse corte também é conhecido em inglês como undercut.
Esse corte de cabelo é assim: o couro cabeludo dos lados da cabeça é raspado, sobrando assim com uma longa mecha de cabelo no topo da cabeça. Algumas pessoas que já usaram variações desse corte são: Blixa Bargeld, do Einstürzende Neubauten; Ogre, do Skinny Puppy; Al Jourgensen do Ministry e Burton C. Bell do Fear Factory.

### Modern Primitives
Outra tendência estética que teve forte influência sobre o visual Rivethead foi chamado Modern Primitive. Um exemplo dessa estética são os Dreadlocks ("cachos do medo"), normalmente associados à músicos de Reggae e/ou praticantes da religião Rastafári. No entanto, vários músicos da cultura Industrial adotaram esse estilo de cabelo, incluindo membros do Nine Inch Nails (Trent Reznor), Pigface (Chris Connely), Ministry (Al Jourgensen) e Apoptygma Berzerk (Angel Stengel). Isso talvez se deva talvez a uma aderência aos princípios estéticos (e "filosóficos"?) dos Modern Primitives, aqueles que trouxeram piercings, tatuagem e a scarificação (esse último em menor grau) para o mainstream.

### Fetichismo
Segundo o DSM-IV, o fetichismo consiste "em fantasias, anseios sexuais ou comportamentos  recorrentes, intensos e sexualmente excitantes" envolvendo "o uso de objetos inanimados". O fetichismo é uma sub-categoria das Parafilias, das quais incluem o Travestismo Fetichista, o Masoquismo e o Sadismo Sexual (assim classificadas assim quando prejudicam socialmente e psiquicamente o indivíduo).
No caso de artistas do gênero Industrial, eles exploram esses temas dentro da diretiva das táticas de choque. Entre eles incluem o COUM Transmissions (predecessor do Throbbing Gristle), o DAF, Marilyn Manson e Nine Inch Nails.

## Cinema

### Drama
Uma boa pedida é O Maquinista (2004), de Brad Anderson. O filme narra a história de um maquinista que não dorme há um ano, corroído pela culpa e sofrendo de delírios persecutórios. O nome do personagem principal do filme, Trevor Reznik (Christian Bale), é quase um anagrama de Trent Reznor. Não é coincidência; o roteirista do filme (Scott Kosar) é fã do Nine Inch Nails, e queria inclusive usar a música do grupo como trilha sonora.

### Outros
O cinema pós-surrealista de David Lynch e David Cronemberg foi influente para os artistas norte-americanos do estilo, incluindo gente como Skinny Puppy, Trent Reznor (Nine Inch Nails) e Marilyn Manson. Na obra desses dois cineastas se vê o que o crítico Mark Dery chamou de "a estética do Neogrotesco".

#### David Lynch
Uma cena de Eraserhead (1977) foi usada no encarte do primeiro EP do Godflesh .

#### David Cronemberg
Bill Leeb (do Front Line Assembly) diz que gostaria de fazer a trilha de um filme de David Cronemberg.
Trent Reznor citou Cronemberg ao tentar explicar à revista Raygun como sairía o  The Fragile. "Eu diria que o (The Fragile) está mais para um filme de David Cronemberg do que Tetsuo: O Homem de Ferro".

## Literatura
Assim como o cinema, a literatura foi igualmente inspiradora para o movimento. Um sub-tipo de literatura especialmente inspiradora para a Música industrial foram as chamadas distopias. Dentre elas destacam-se:
- Admirável Mundo Novo (1932), de Aldous Huxley.
- 1984 (1948), de George Orwell.
- Laranja Mecânica (1962), de Anthony Burgess.
- Os autores da chamada New Wave (ficção científica)|New Wave da ficção científica]]', desenvolvida inicialmente nos anos 1960, com o destaque para Philip K. Dick, William S. Burroughs e J. G. Ballard.[24]
- Os cyberpunks dos anos 1980, especialmente William Gibson e seu apoteótico Neuromancer (1984).

## O Rivethead e outras Tribos Urbanas

### Punks
Apesar de alguns críticos influentes - como Simon Reynolds, p. ex. - colocarem a Música industrial dentro do Pós-punk, o fato é que ela, cronologicamente, é contemporânea ou até anterior ao Punk rock (uma coisa que o próprio Reynolds admite).
Tanto Punks quanto Rivets assumem uma postura contra-cultural, e ambos costumam admirar músicas noise, desestruturadas sonoramente. Porém a relação entre os Punks e os primeiros "Industrialistas" foi ambígua. O Cabaret Voltaire, principalmente na sua fase pré-1982, chegou a fazer covers de bandas pré-Punk e também tocou com bandas Punk. Do outro lado, a banda anarco-punk Crass fazia o uso de colagens de som e efeitos experimentais, técnicas características do Industrial. Já o pessoal do Throbbing Gristle não gostavam nem do Punk como tribo e nem do Punk como música.
Nos anos 1990, o Atari Teenage Riot seria uma das primeiras bandas a misturar o som industrial e o techno com a agressividade e a temática ativista do punk rock. Há também uma certa ligação à geração do Metal industrial: seja o vocalista do KMFDM usando um moicano ou Al Jourgensen colaborando com Jello Biafra (do Dead Kennedys) e Ian Mackaye, ex-Minor Threat, explorarando essa ligação entre as duas cenas.
Chris Ho, da revista asiática BigO, escreveu em 1992 que o Rock industrial "é o punk rock da música eletrônica", enquanto o Acid house seria a outra face da moeda, caindo no hedonismo e no escapismo químico herdado da Disco music.

### Góticos
Algumas pessoas acham que os Rivetheads são uma sub-tribo gótica, o que é uma crença no mínimo polêmica porquê:
- A contracultura Industrial existe desde 1977,[27] enquanto a subcultura gótica só veio a se organizar no verão de 1982, em torno de uma casa noturna londrina chamada Batcave.[28]
- Apesar da hibridação recente entre essas duas tribos urbanas,[29] os Rivetheads são radicalmente diferentes dos góticos em questões políticas, sexuais e musicais, entre outras.

A confusão aumentou ainda mais com o advento dos Cybergoth. Eles são uma variação recente do arquétipo gótico: além de preservar o fetichismo, da decadência chic e preferência por cores escuras do gótico "clássico", o Cybergoth pegam emprestados alguns adereços visuais dos Clubbers (piercings, tatuagens, scarificações) e adotaram como preferência musical algumas variações mais recentes da Música industrial, como o Futurepop e o Terror EBM (ou Hellektro).

### Headbangers
Uma característica conhecida dos Headbangers - alcunha dos fãs de Heavy metal - é seu radicalismo. Suas "inquisões" quanto à bandas que se desviaram musicalmente do estilo são notórias, condenando qualquer tipo de mistura que venha diluir o Metal "puro". O New Metal, p. ex., têm sido duramente criticado justamente por esse e outros motivos.
A cena Industrial/Rivethead tinha pouco contato com o mundo Metal até aparecerem bandas como o Ministry, Godflesh e KMFDM. Esses grupos se apropriaram do Heavy metal e dessencraram-no: o KMFDM misturava batidas dance com riffs Thrash, enquanto o Godflesh casava Black Sabbath com o caos eletrônico do Throbbing Gristle. E mais: o Godflesh tocava ao vivo com uma bateria eletrônica, um sacrilégio para a tribo headbanger, que sempre têm a habilidade instrumental de seus músicos em alta estima. Como disse um frequentador do fórum online da Rock Brigade, "…não vejo a necessidade de adicionar efeitos eletrônicos ao Rock/Metal.
Sendo por natureza iconoclastas, esses grupos bateram de frente com esses limites virtuais, promovendo misturas insólitas (bem ao gosto do público Rivethead). Apesar de inovadoras, essas "misturas" incomodaram os fãs mais tradicionais do Metal, que foram rápidos em denunciar essa "heresia" musical.

### Leituras essenciais
- DI PERNA, Alan. Jackhammer of the Gods. Guitar World, vol. 15, no. 6, p. 54-60; 62; 67; 69; 71, jun 1995.
- JÁNOS, Pánczél. Battlenoise: The Blows of Martial Industrial. Hungary: MozgaloM Records, 2007.
- KEENAN, David. England's Hidden Reverse: A Secret History of the Esoteric Underground. Harrow, Middlesex: Serious Art Forms, 2007.
- MAHAN, Michael. Welcome to the Machine. Alternative Press, vol. 8, no. 66, p. 42-3, jan 1994.
- NEAL, Charles. Tape Delay: Confessions from the Eighties Underground. London: SAF Publishing Ltd, 2001.
- THOMPSON, Dave. Industrial Revolution. Los Angeles, CA: Cleopatra, 1994.

### Leituras recomendadas
- CONNELLY, Chris. Concrete, Bulletproof, Invisible + Fried: My Life As A Revolting Cock. Harrow, Middlesex: Serious Art Forms, 2007.
- DWYER, Simon. Rapid Eye Movement. New York: Creation Books, 2000.
- FISH, Mick; HALLBERY, D. Cabaret Voltaire: the Art of the Sixth Sense. Harrow, Middlesex: Serious Art Forms, 1989.
- MANSON, Marilyn. The Long Hard Road Out of Hell. New York: ReganBooks, 1998.
- METZGER, Richard. Disinformation: the Interviews. New York: Disinformation Company, 2002.
- MONROE, Alexei. Interrogation Machine: Laibach and NSK. Cambridge, Massachusetts: The MIT Press, 2005.
- VALE, Vivian; JUNO, Andrea (Org). RE/Search #4 & #5: William S. Burroughs, Brion Gysin & Throbbing Gristle. San Francisco, CA: RE/SEARCH PUBLICATIONS, 1982.

### Outras fontes consultadas para este artigo
- ROSZAK, Theodore. A Contracultura. Petrópolis, RJ: Vozes, 1972.